# Australské státy a teritoria

Animace zobrazující vývoj států a teritorií.

Australské státy a teritoria spolu tvoří šestou největší zemi světa podle rozlohy. Austrálie se skládá ze šesti států a mnoha teritorií; Pevninská Austrálie je tvořena pěti státy a třemi teritorii (včetně malého Teritoria Jervis Bay), přičemž šestý australský stát – ostrov Tasmánie – leží na jih od mateřské Austrálie. Austrálii ještě patří šest ostrovních, externích, teritorií. Austrálie si také dělá nárok na část Antarktidy (na Australské antarktické území).
Všechny státy a dvě teritoria (Severní teritorium a Teritorium hlavního města Austrálie) mají vlastní parlamenty a samosprávu; všechna zbývající teritoria jsou spravovány federální vládou.

## Státy a teritoria
|  |

| Vlajka                              | Název celku                         | ISO kód | Poštovní zkratka | Typ celku  | Hlavní město       |
| ----------------------------------- | ----------------------------------- | ------- | ---------------- | ---------- | ------------------ |
| Teritorium hlavního města Austrálie | Teritorium hlavního města Austrálie | AU-ACT  | ACT              | Teritorium | Canberra           |
|                                     | Teritorium Jervis Bay               |         | JBT              | Teritorium | Jervis Bay Village |
| Nový Jižní Wales                    | Nový Jižní Wales                    | AU-NSW  | NSW              | Stát       | Sydney             |
| Severní teritorium                  | Severní teritorium                  | AU-NT   | NT               | Teritorium | Darwin             |
| Queensland                          | Queensland                          | AU-QLD  | QLD              | Stát       | Brisbane           |
| Jižní Austrálie                     | Jižní Austrálie                     | AU-SA   | SA               | Stát       | Adelaide           |
| Tasmánie                            | Tasmánie                            | AU-TAS  | TAS              | Stát       | Hobart             |
| Victoria                            | Viktorie                            | AU-VIC  | VIC              | Stát       | Melbourne          |
| Západní Austrálie                   | Západní Austrálie                   | AU-WA   | WA               | Stát       | Perth              |

### Vnější teritoria, Antarktida
| Vlajka           | Název celku                          | ISO kód | Správní středisko | Rozloha (km²) | Počet obyvatel           |
| ---------------- | ------------------------------------ | ------- | ----------------- | ------------- | ------------------------ |
|                  | Ashmorův a Cartierův ostrov          |         |                   | 5             | -                        |
| Vánoční ostrov   | Vánoční ostrov                       | CX      | Flying Fish Cove  | 135           | 2 205                    |
| Kokosové ostrovy | Kokosové ostrovy                     | CC      | West Island       | 14            | 596                      |
|                  | Ostrovy Korálového moře              |         |                   | 3             | -                        |
|                  | Heardův ostrov a McDonaldovy ostrovy | HM      |                   | 412           | -                        |
| Norfolk          | Norfolk                              | NF      | Kingston          | 36            | 2 210                    |
|                  | Australské antarktické území         |         |                   | 5 896 500     | pouze vědečtí pracovníci |

## Statistické údaje
| Stát / Teritorium                   | Rozloha (km²) | Počet obyvatel (06/2015) | Hustota zalidnění (obyv./km²) | % obyvatelstva žijícího v metropolitní oblasti hlavního města |
| ----------------------------------- | ------------- | ------------------------ | ----------------------------- | ------------------------------------------------------------- |
| Teritorium hlavního města Austrálie | 2 358         | 390 800                  | 165,73                        | 100%                                                          |
| Nový Jižní Wales                    | 800 642       | 7 618 200                | 9,52                          | 64,60%                                                        |
| Viktorie                            | 227 416       | 5 938 100                | 26,11                         | 76,28%                                                        |
| Queensland                          | 1 730 648     | 4 779 400                | 2,76                          | 48,31%                                                        |
| Jižní Austrálie                     | 983 482       | 1 698 600                | 1,73                          | 77,52%                                                        |
| Západní Austrálie                   | 2 529 875     | 2 591 600                | 1,02                          | 78,68%                                                        |
| Tasmanie                            | 68 401        | 516 600                  | 7,55                          | 42,78%                                                        |
| Severní teritorium                  | 1 349 129     | 244 600                  | 0,18                          | 58,18%                                                        |
| Teritorium Jervisova zátoka         | 72            | 378                      | 5,25                          | -                                                             |